# Адамс (окръг, Уисконсин)
Вижте пояснителната страница за други значения на Адамс.
Окръг Адамс (на английски: Adams County) е окръг в щата Уисконсин, Съединени американски щати. Площта му е 1785 km². Според преброяването през 2020 г. населението е 20 654 души. Административен център е село Френдшип. Окръгът е създаден през 1848 г. и организиран през 1853 г.  Източниците се различават по отношение на това дали името му е в чест на втория президент на Съединените щати, Джон Адамс или неговия син, шестия президент, Джон Куинси Адамс.

## История
Основателите на окръг Адамс са от северната част на Ню Йорк. Тези хора произхождат от английските пуритани, които заселват Нова Англия през 1600-те години. Те са били част от вълната фермери от Нова Англия, които се отправят на запад към тогавашната дива природа на Северозападната територия през началото на 1800-те. Повечето от тях пристигат в резултат на завършването на канала Ери и края на войната на Черния ястреб. Те стигат до окръг Адамс, като плават по река Уисконсин от река Мисисипи на малки шлепове, които сами са изградили от материали, добити от околните гори. Когато пристигнали в днешния окръг Адамс, там нямало нищо освен гъста девствена гора. Жителите на Нова Англия построили ферми и пътища, издигнали правителствени сгради и установили пощенски маршрути. Те донасят със себе си много от своите ценности от Нова Англия, като страст към образованието, създаване на много училища, както и твърда подкрепа за аболиционизма. Те са били предимно членове на конгрешанската църква, въпреки че някои са били епископални. Поради второто Велико пробуждане някои от тях са се обърнали към методизма, а някои са станали баптисти, преди да се преместят в това, което сега е окръг Адамс. Окръг Адамс, подобно на голяма част от Уисконсин, в ранната си история в тясно свързан с ранната култура на Нова Англия.
В края на 1880-те германски имигранти започват да се заселват в окръг Адамс. Като цяло е имало малък конфликт между тях и заселниците от Нова Англия, той е бил свързан главно със забраната на алкохола. По този въпрос янките са били разделени, а германците почти единодушно се противопоставят на това, накланяйки везните в полза на противопоставянето на забраната. По-късно двете общности ще бъдат разделени и по въпроса за Първата световна война, в която отново общността на янки ще бъде разделена и германците единодушно се противопоставят на влизането на Америка във войната. Общността на янките като цяло е била пробританска, но много от янките също не искат Америка да влезе във войната. Германците са били съпричастни към Германия и не искат Съединените щати да влязат във война срещу Германия, но германците не са били антибританци. Преди Първата световна война много лидери на германската общност в Уисконсин говорят открито и ентусиазирано за това колко по-добра е Америка от Германия, което се дължи преди всичко (в техните очи) на присъствието на английското право и английската политическа култура, която американците са наследили от колониалната епоха.
Районът, обхванат от днешния окръг Адамс, исторически е бил част от няколко други окръга. През 1840 г., когато Уисконсин все още е територия, окръг Адамс е югозападна част на окръг Браун. През 1836 г. е създаден окръг Портидж и включва по-голямата част от днешния окръг Колумбия, включително град Портидж, Уисконсин. През 1846 г. окръг Портидж е преименуван на окръг Колумбия. Районът от северната граница на окръг Колумбия до езерото Супериор е отстранен от окръг Браун и след това е наречен окръг Портидж. През 1848 г. южната част на окръг Портидж е преименувана на окръг Адамс и включва целия настоящ окръг Адамс и северната част на окръг Джуно. Окръг Адамс е организиран през април 1853 г. През 1858 г. северозападната част на окръг Адамс се присъединява към северната част на окръг Сок, за да образува днешния окръг Джуно. По това време окръг Адамс придобива сегашната си форма.
Село Френдшип е основано от заселници, идващи от Френдшип, Ню Йорк. Днес Адамс е най-голямата общност в окръг Адамс, но това не винаги е било така. През 1880-те е имало планове за железопътната линия, която свързва Чикаго и Сейнт Пол да премине през Френдшип. След като е било взето това решение, местните собственици на земя увеличават своите искания. Вместо да плаща повече за земята в Френдшип, железницата поставя релсите на две мили (3 км) южно от Френдшип. Записано е, че Ема Барнс, съпруга на пощенски началник на Френдшип Барнс през 20-те години на миналия век, пише през 1957 г., "Вярвам, че хората на Френдшип трябва да изразят своята признателност към двама от граждани за това, че държат цената на земята си толкова висока, че великата железница не би купила право на преминаване...кой би се наслаждавал на дима и шума на влака, който минава през това красиво село?"
Днешният град Адамс, железницата първоначално е нарекла Френдшип, но тъй като на железопътната линия имаше две спирки на железопътното депо, наречени "Френдшип", пътниците често са били объркани и купуват грешни билети, така че било предложено името да бъде променено. Новото име е било определено от гражданите Те са избирали между Адамс, на президента Джон Адамс, и Нотингам. Днес населението на Адамс е около три пъти повече от Френдшип.

## География
Според Бюрото за преброяване на населението на САЩ, окръгът има обща площ от 689 квадратни мили (1780 km 2), от които 646 квадратни мили (1 670 km 2) са земя и 43 квадратни мили (110 km 2) (6,2%) са вода. 

## Съседни окръзи
- Окръг Уд – северозапад
- Окръг Портидж – североизток
- Окръг Уъшара – изток
- Окръг Маркет – изток
- Окръг Колумбия - югоизток
- Окръг Сок – югозапад
- Окръг Джуно  – запад